# 1ª Lega 2022-2023
La 1ª Lega 2022-2023 è la 101ª edizione di tale torneo del campionato svizzero di calcio. Il campionato è iniziato il 6 agosto 2022 e si concluderà il 27 maggio 2023.

## Stagione

### Formula
Le 42 squadre partecipanti vengono suddivise in tre gruppi da 14 squadre ciascuno e si affrontano in un girone all'italiana con partite di andata e ritorno. Al termine della regular season, le prime e seconde classificate di ciascun gruppo, più le due migliori terze accedono ai play-off. Le squadre Under-21 possono essere ammesse solo se in Promotion League non vi partecipavano già 4 formazioni, a meno che una di quest'ultime non retrocede in Prima Lega.
Gli spareggi prevedono un primo turno con partite di andata e ritorno mediante i seguenti accoppiamenti:
- migliore 1ª classificata vs peggiore 3ª classificata. Se entrambe provengono dallo stesso gruppo, l'avversaria sarà l'altra 3ª classificata;
- seconda 1ª classificata vs migliore 3ª classificata;
- peggiore 1ª classificata vs peggiore 2ª classificata. Se entrambe provengono dallo stesso gruppo, l'avversaria sarà la seconda 2ª classificata;
- le restanti due squadre formano l'ultimo accoppiamento.

Le quattro squadre vincitrici del doppio confronto affrontano successivamente un secondo turno, sempre con partite di andata e ritorno, per decretare le due promozioni in Promotion League. Gli accoppiamenti vengono definiti tramite sorteggio.

## Gruppo 1

### Classifica
|  | Pos. | Squadra              | Pt | G  | V  | N  | P  | GF | GS | DR  |
|  | ---- | -------------------- | -- | -- | -- | -- | -- | -- | -- | --- |
|  | 1.   | Servette U-21        | 77 | 30 | 24 | 5  | 1  | 97 | 27 | +70 |
|  | 2.   | Monthey              | 55 | 30 | 17 | 4  | 9  | 61 | 55 | +6  |
|  | 3.   | Vevey                | 54 | 30 | 16 | 6  | 8  | 54 | 36 | +18 |
|  | 4.   | Meyrin               | 52 | 30 | 16 | 4  | 10 | 62 | 37 | +25 |
|  | 5.   | La Chaux-de-Fonds    | 50 | 30 | 14 | 8  | 8  | 47 | 33 | +14 |
|  | 6.   | Echallens            | 48 | 30 | 14 | 6  | 10 | 54 | 52 | +2  |
|  | 7.   | Chênois              | 42 | 30 | 12 | 6  | 12 | 48 | 49 | -1  |
|  | 8.   | Terre Sainte         | 38 | 30 | 10 | 8  | 12 | 43 | 52 | -9  |
|  | 9.   | Coffrane             | 37 | 30 | 11 | 4  | 15 | 39 | 53 | -14 |
|  | 10.  | Sion II              | 34 | 30 | 9  | 7  | 14 | 44 | 48 | -4  |
|  | 11.  | Grand-Saconnex       | 33 | 30 | 9  | 6  | 15 | 43 | 62 | -19 |
|  | 12.  | La Sarraz-Eclépens   | 32 | 30 | 7  | 11 | 12 | 45 | 52 | -7  |
|  | 13.  | Oberwallis Naters    | 32 | 30 | 9  | 5  | 16 | 36 | 52 | -16 |
|  | 14.  | Portalban/Gletterens | 32 | 30 | 9  | 5  | 16 | 37 | 55 | -18 |
|  | 15.  | Concordia Losanna    | 28 | 30 | 7  | 7  | 16 | 42 | 66 | -24 |
|  | 16.  | Martigny             | 26 | 30 | 6  | 8  | 16 | 36 | 59 | -23 |

Legenda:
      Promossa in Promotion League 2023-2024.
 Ammessa allo spareggio.
      Retrocessa in Seconda Lega interregionale 2023-2024.
Regolamento:
Tre punti a vittoria, uno a pareggio, zero a sconfitta.

## Gruppo 2

### Classifica
|  | Pos. | Squadra              | Pt | G  | V  | N  | P  | GF | GS | DR  |
|  | ---- | -------------------- | -- | -- | -- | -- | -- | -- | -- | --- |
|  | 1.   | Delémont             | 65 | 30 | 20 | 5  | 5  | 68 | 38 | +30 |
|  | 2.   | Soletta              | 52 | 30 | 15 | 7  | 8  | 61 | 42 | +19 |
|  | 3.   | Schötz               | 52 | 30 | 15 | 7  | 8  | 40 | 31 | +9  |
|  | 4.   | Concordia Basilea    | 51 | 30 | 16 | 3  | 11 | 60 | 44 | +16 |
|  | 5.   | Black Stars Basilea  | 50 | 30 | 15 | 5  | 10 | 56 | 43 | +13 |
|  | 6.   | Münsingen            | 45 | 30 | 12 | 9  | 9  | 57 | 47 | +10 |
|  | 7.   | Wohlen               | 42 | 30 | 11 | 9  | 10 | 52 | 53 | -1  |
|  | 8.   | Rotkreuz             | 41 | 30 | 11 | 8  | 11 | 47 | 50 | -3  |
|  | 9.   | Neuchâtel Xamax U-21 | 40 | 30 | 10 | 10 | 10 | 58 | 52 | +6  |
|  | 10.  | Thun II              | 39 | 30 | 10 | 9  | 11 | 55 | 53 | +2  |
|  | 11.  | Bassecourt           | 39 | 30 | 11 | 6  | 13 | 44 | 44 | 0   |
|  | 12.  | Köniz                | 33 | 30 | 8  | 9  | 13 | 30 | 42 | -12 |
|  | 13.  | Langenthal           | 32 | 30 | 7  | 11 | 12 | 47 | 57 | -10 |
|  | 14.  | Emmenbrücke          | 29 | 30 | 7  | 8  | 15 | 54 | 59 | -5  |
|  | 15.  | Muri                 | 29 | 30 | 8  | 5  | 17 | 47 | 98 | -51 |
|  | 16.  | Dornach              | 23 | 30 | 6  | 5  | 19 | 37 | 60 | -23 |

Legenda:
      Promossa in Promotion League 2023-2024.
 Ammessa allo spareggio.
      Retrocessa in Seconda Lega interregionale 2023-2024.
Regolamento:
Tre punti a vittoria, uno a pareggio, zero a sconfitta.

## Gruppo 3

### Classifica
|  | Pos. | Squadra             | Pt | G  | V  | N  | P  | GF | GS | DR  |
|  | ---- | ------------------- | -- | -- | -- | -- | -- | -- | -- | --- |
|  | 1.   | Paradiso            | 65 | 30 | 20 | 5  | 5  | 59 | 20 | +39 |
|  | 2.   | Lugano II           | 56 | 30 | 18 | 2  | 10 | 53 | 31 | +20 |
|  | 3.   | Tuggen              | 53 | 30 | 15 | 8  | 7  | 58 | 40 | +18 |
|  | 4.   | Wettswil-Bonstetten | 52 | 30 | 14 | 10 | 6  | 44 | 23 | +21 |
|  | 5.   | Linth 04            | 50 | 30 | 14 | 8  | 8  | 58 | 53 | +5  |
|  | 6.   | Winterthur U-21     | 43 | 30 | 12 | 7  | 11 | 49 | 44 | +4  |
|  | 7.   | Grasshoppers U-21   | 42 | 30 | 12 | 6  | 12 | 54 | 42 | +12 |
|  | 8.   | Kreuzlingen         | 40 | 30 | 12 | 4  | 14 | 50 | 57 | -7  |
|  | 9.   | Höngg               | 40 | 30 | 12 | 4  | 14 | 43 | 50 | -7  |
|  | 10.  | Taverne             | 37 | 30 | 10 | 7  | 13 | 38 | 49 | -11 |
|  | 11.  | Gossau              | 36 | 30 | 10 | 6  | 14 | 54 | 60 | -13 |
|  | 12.  | Kosova Zurigo       | 36 | 30 | 11 | 3  | 16 | 45 | 55 | -10 |
|  | 13.  | Eschen/Mauren       | 32 | 30 | 9  | 5  | 16 | 37 | 47 | -10 |
|  | 14.  | Freienbach          | 32 | 30 | 7  | 11 | 12 | 37 | 55 | -18 |
|  | 15.  | Uzwil               | 31 | 30 | 7  | 10 | 13 | 43 | 54 | -11 |
|  | 16.  | Weesen              | 24 | 30 | 6  | 6  | 18 | 37 | 79 | -42 |

Legenda:
      Promossa in Promotion League 2023-2024.
 Ammessa allo spareggio.
      Retrocessa in Seconda Lega interregionale 2023-2024.
Regolamento:
Tre punti a vittoria, uno a pareggio, zero a sconfitta.

## Promozione in Promotion League

### Primo turno
Andata il 31 maggio, ritorno il 3 giugno 2023.
| Squadra 1 | Totale | Squadra 2 | Andata | Ritorno |
| --------- | ------ | --------- | ------ | ------- |
| Lugano II | 2 - 0  | Vevey     | 1 - 0  | 1 - 0   |
| Monthey   | 3 - 5  | Soletta   | 1 - 3  | 2 - 2   |

### Finale
Andata il 7 giugno, ritorno il 10 giugno 2023.
| Squadra 1 | Totale | Squadra 2 | Andata | Ritorno |
| --------- | ------ | --------- | ------ | ------- |
| Lugano II | 3 - 1  | Soletta   | 1 - 1  | 2 - 0   |